# 12880 Джулігрейді
12880 Джулігрейді (12880 Juliegrady) — астероїд головного поясу, відкритий 17 серпня 1998 року.
Тіссеранів параметр щодо Юпітера — 3,378.